# فیصل جاسم
فیصل جاسم (انگلیسی: Faisal Jassim؛ زادهٔ ۱ اکتبر ۱۹۹۱) بازیکن فوتبال اهل عراق است.
از باشگاه‌هایی که در آن بازی کرده‌است می‌توان به باشگاه فوتبال نجف، باشگاه فوتبال السماوه، باشگاه فوتبال نیروی هوایی، باشگاه ورزشی دهوک، و باشگاه ورزشی المینا اشاره کرد.
وی همچنین در تیم‌های ملی فوتبال زیر ۲۳ سال عراق و عراق بازی کرده‌است.